# Gat margay
El gat margay (Leopardus wiedii) és fèlid tacat, natiu del centre i sud d'Amèrica. Rep el seu nom específic en honor del príncep Maximilià Alexandre Felip de Wied.

## Descripció

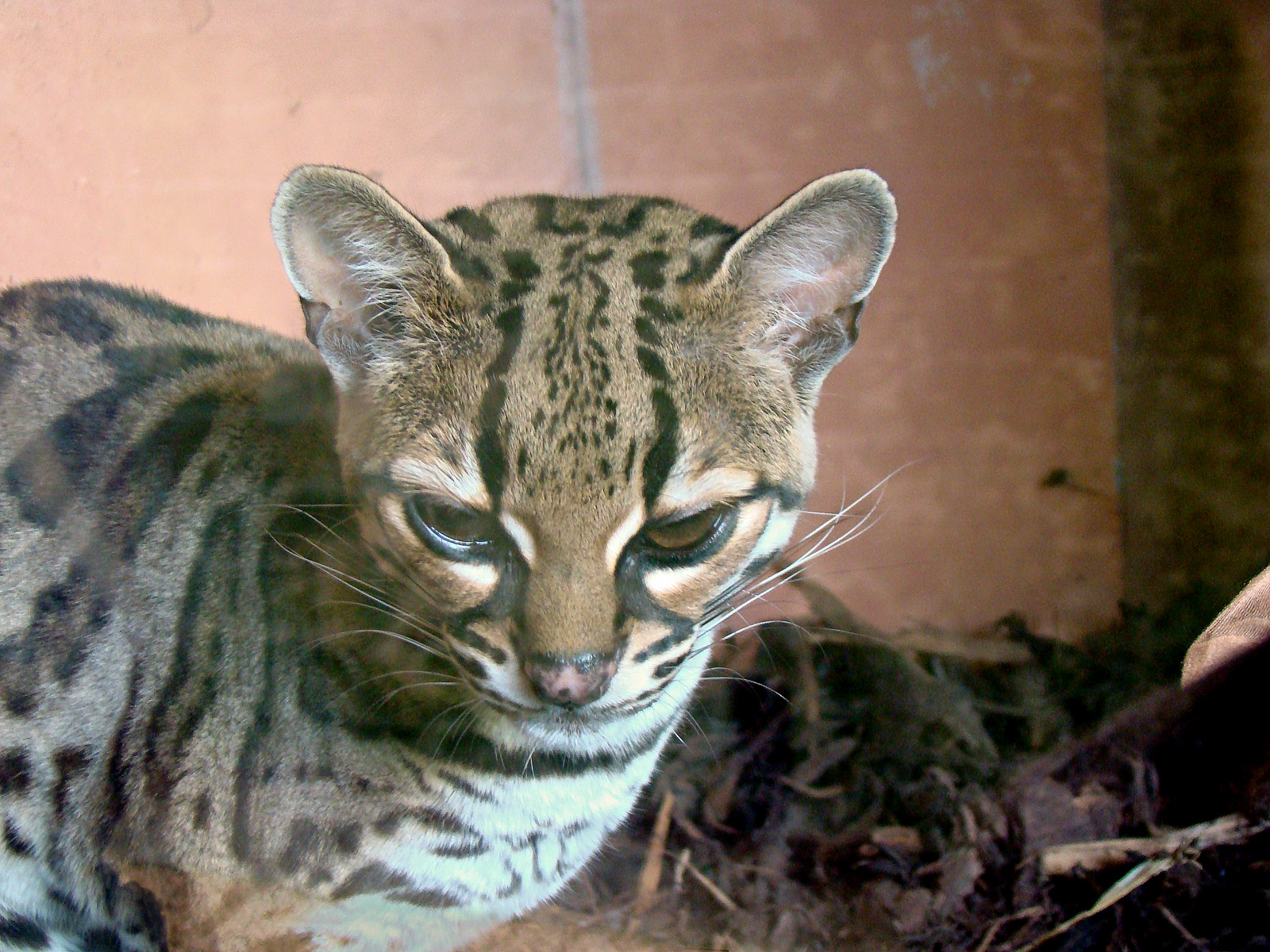
Un gat margay al Zoo d'Edimburg

El gat margay és molt semblant en aparença a l'ocelot, encara que té el cap més curt, els ulls més grossos, i la cua i les potes més llargues. Té un pes que varia entre 2,6 i 4 quilograms, una cua que fa entre 33 i 51 centímetres, i una longitud del cos i el cap que oscil·la entre 48 i 79 centímetres. A diferència de la majora de felins, les femelles tenen únicament dos mugrons.
El seu pelatge és de color marró, marcat amb nombroses fileres de taques negres o de color marró fosc i ratlles longitudinals. Les parts inferiors són més pàl·lides, amb una coloració que va del beix al blanc. La cua té nombroses bandes fosques i l'extrem de color negre. La part posterior de les orelles és negre amb taques rodones de color blanc al centre.
El més destacable del gat margay respecte a l'ocelot, és la seva major habilitat com a escalador, raó per la qual, de vegades, se l'anomena ocelot arbori. Mentre que l'ocelot persegueix principalment les preses per terra, el gat margay pot passar tota la vida als arbres, saltant i perseguint els ocells i els micos enmig de les copes dels arbres. De fet, és una de les dues soles espècies de felí amb prou flexibilitat als turmells per enfilar-se als arbres cap per avall (l'altre essent la pantera nebulosa). És un animal molt àgil, fins al punt de poder girar els turmells fins a 180 graus, tant de les potes davanteres com de les potes del darrere. A més, és capaç de saltar horitzontalment fins a 3,7 metres. S'ha observat el gat margay penjant a una branca, agafant-se amb només una de les seves potes.

## Hàbitat i distribució
El gat margay viu a Centreamèrica, des del sud de Mèxic fins al nord de Sud-amèrica, a l'est dels Andes. El límit meridional de la seva àrea de distribució geogràfica arriba fins a l'Uruguai i el nord de l'Argentina. Viu gairebé exclusivament en zones amb densa vegetació, com els boscos tropicals i subtropicals de frondoses humits, els boscos tropicals i subtropicals de frondoses secs i les selves nebuloses. De vegades, s'ha vist al gat margay a les plantacions de cafè i coco.

## Comportament
Aquesta espècie és principalment nocturna, tot i que en algunes àrees se l'ha vist caçant de dia. Generalment prefereixen passar la major part de la seva vida als arbres, encara que també viatgen per terra, especialment quan es desplacen entre zones de cacera. Durant el dia, descansen a branques relativament inaccessibles o en grups de lianes.
Com la majoria de felins, són animals solitaris, que només es troben per aparellar-se.
Estan escassament distribuïts, fins i tot dins del seu entorn natural, ocupant àrees de distribució relativament grans que van dels 11 als 16 km². Fan servir marques aromàtiques per delimitar seu territori, en les que es troben els ruixats d'orina i marques d'esgarrapades a terra o a les branques. Totes les seves vocalitzacions semblen ser de curt abast, ja que no es criden entre si mateixos a grans distàncies.
Recentment s'ha descobert que el gat margay caça imitant les vocalitzacions d'una de les seves preses, Saguinus bicolor.

## Dieta

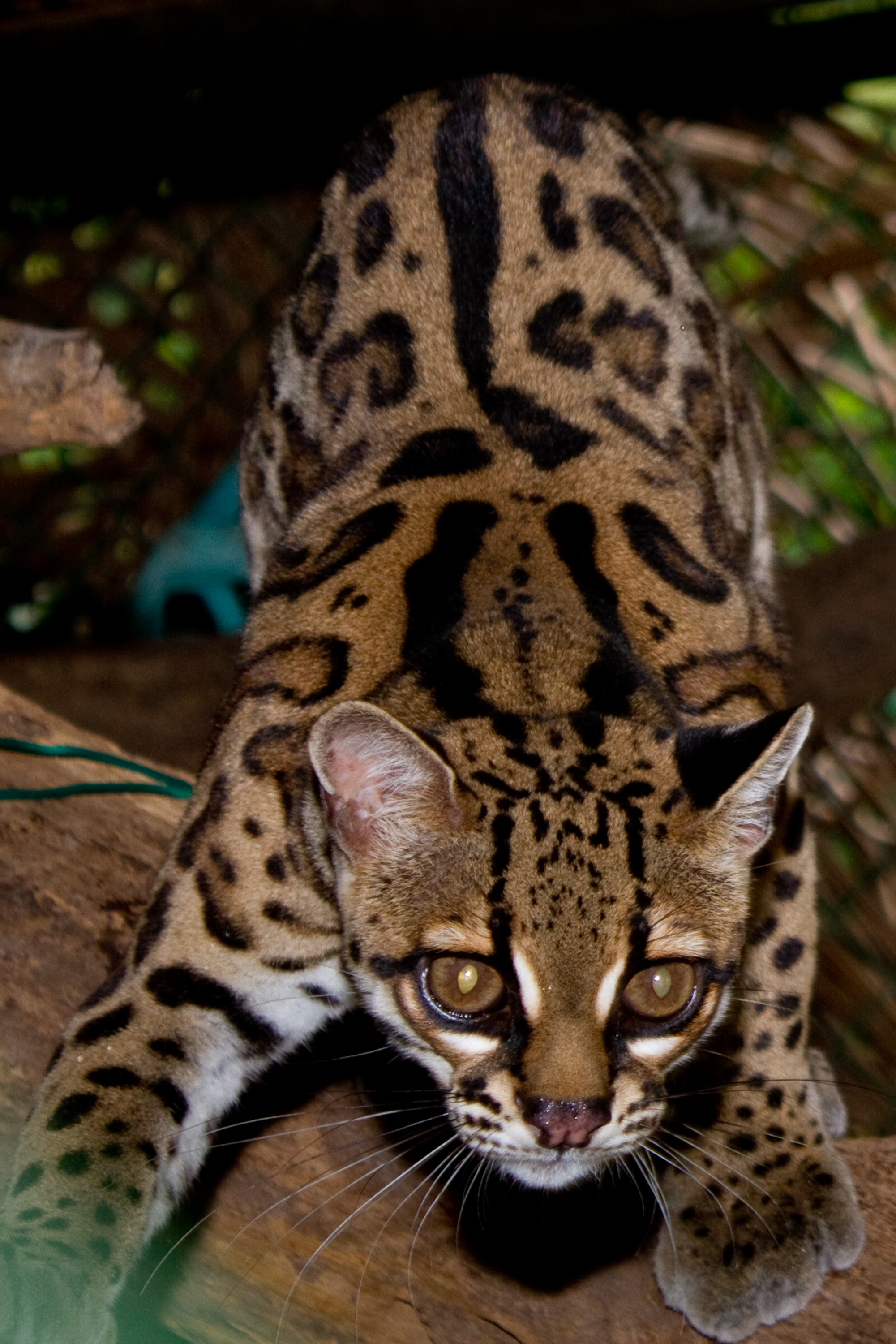
Gat margay al Parc Municipal Summit, a Panamà

Donat que el gat margay és principalment nocturn i difícil de veure en el seu entorn natural, la majoria d'estudis dietètics es basen en el seu contingut estomacal i l'anàlisi dels seus excrements. S'alimenta de petits mamífers (de vegades, fins i tot de micos), ocells, ous, llangardaixos i granotes. També s'alimenta d'herba i altra vegetació, probablement per millorar la digestió. Un informe del 2006 sobre el gat margay capturant esquirols en el seu entorn natural, va confirmar que aquesta espècie és capaç de caçar les seves preses exclusivament als arbres. No obstant això, el gat margay, de vegades caça a terra, i s'ha registrat que caça preses terrestres, com el conill porquí.
Existeix un document que registra un gat margay fent ús del mimetisme auditiu per atreure les seves preses. Un gat margay fou observat imitant els sons d'una cria de Saguinus bicolor, mentre es trobava en presència d'uns grup d'adult d'aquesta espècie de micos, provocant que aquests investiguessin l'origen dels sons. Encara que no va aconseguir capturar un dels micos, aquest fet representa la primera observació d'un depredador neotropical que fa servir aquesta mena de mimetisme.

## Reproducció
La femella de gat margay entra en zel entre 4 i 10 dies, cada 32 o 36 dies, durant els quals atreu als mascles amb gemecs llargs. El mascle respon a la crida emeten sons i movent ràpidament el cap de costat a costat, un comportament mai vist en cap altra espècie de felí. La copula té una durada de fins a 60 segons i és molt similar a la del gat domèstic, té lloc generalment als arbres, i té lloc diverses vegades mentre la femella està receptiva.
El període de gestació té una durada d'uns 80 dies, després del qual la femella dona a llum una única cria (molt poc freqüentment dos), generalment entre març i juny. Les cries neixen amb un pes entre 85 i 170 grams, un pes relativament gran per un petit felí, que probablement és degut al llarg període de gestació. Els gatets obren els ulls a la segona setmana, i comencen a prendre aliment sòlid entre la setena i vuitena setmana.
El gat margay assoleix la maduresa sexual entre el dotzè i divuitè mes d'edat. S'ha registrat que pot viure fins a 24 anys en captivitat.

## Subespècies
Actualment n'hi ha 10 subespècies reconegudes:
- Leopardus wiedii wiedii, a l'est i al centre del Brasil, el Paraguai, Uruguai, i el nord de l'Argentina
- Leopardus wiedii amazonicus, a l'oest del Brasil, l'interior del Perú, Colòmbia, i Veneçuela
- Leopardus wiedii boliviae, a Bolívia
- Leopardus wiedii cooperi, al nord de Mèxic
- Leopardus wiedii glauculus, al de centre de Mèxic
- Leopardus wiedii nicaraguae, a Hondures, Nicaragua, i Costa Rica
- Leopardus wiedii oaxacensis, al sud de Mèxic
- Leopardus wiedii pirrensis, a Panamà, Colòmbia, l'Equador, i Perú
- Leopardus wiedii salvinius, a Chiapas, Guatemala, i El Salvador
- Leopardus wiedii yucatanicus, al Yucatán